# The Origins of Totalitarianism
The Origins of Totalitarianism (tiếng Việt: Những nguồn gốc của chủ nghĩa toàn trị, tiếng Đức: Elemente und Ursprünge totaler Herrschaft, "Elements and Origins of Totalitarian Rule"; 1951), được viết bởi Hannah Arendt, mô tả và phân tích chủ nghĩa Quốc xã và chủ nghĩa Stalin, những phong trào toàn trị chính của thế kỷ 20. Tựa ban đầu của cuốn sách là The Burden of Our Times, mà đã được xuất bản tại Vương quốc Anh với tên là The Burden of Our Time (1951).